# Мій друг Дамер (фільм)
«Мій друг Дамер» (англ. My friend Dahmer) — американська біографічна кінодрама режисера Марка Мейєрса, знята в 2017 році про американського серійного вбивцю Джеффрі Дамера з Россом Лінчем у головній ролі. Фільм оснований на однойменному графічному романі, що випустив мультиплікатор Джон «Дерф» Бекдерф, який був однокласником та другом Дамера у школі Revere High School наприкінці 1970-х. Стрічка зачіпає філософські та моральні проблеми свободи волі, а також вплив інституту сім'ї та масової культури на соціалізацію особистості. Винятковість фільму надає той факт, що це єдиний із усіх біографічних фільмів, присвячених життєпису Джеффрі Дамера, який торкається його шкільних юнацьких років у спробі виявити справжні причини та умови формування мотивів убивств.

## Сюжет
Старшокласник Джеффрі Лайонел Дамер проживає з батьками та молодшим братом у місті Батт, штат Огайо. Він навчається у школі Revere High School, але через свою інтровертність не є популярним у школі, має проблеми з комунікабельністю. Як хобі молода людина захоплюється колекціонуванням мертвих тварин і розчиненням їх трупів у різних кислотах. Періодично піддається нападкам інших учнів. Незадовго до закінчення середньої школи, переживаючи розлучення батьків, Джеффрі вступає з ними в конфлікт і відчуваючи на собі авторитетний стиль батька, починає захоплюватися алкогольними речовинами. Це зауважують його однокласники, але Дамер стикається з повною відсутністю моральної та професійної відповідальності адміністрації школи та педагогічного колективу за життя та здоров'я учнів.
Низка дурних витівок разом з імітацією епілептичних нападів несподівано приносить йому популярність і повагу з боку однокласників, завдяки чому в нього з'являються друзі, які на чолі з талановитим художником Джоном Бекдерфом засновують так званий «Фан-клуб Дамера». Джеффрі надихає Бекдерфа напередодні випускного створити безліч малюнків Дамера у різних комічних ситуаціях, які пізніше сформують графічний роман. Водночас Дамер починає відчувати перекручені сексуальні фантазії щодо бігуна, який щодня пробігає повз його дома. Згодом виявляється, що невідомий бігун є батьком одного з друзів Бекдерфа та лікарем за фахом на прізвище Метьюз. Імітувавши захворювання, Дамеру вдається організувати зустріч з лікарем, проте той помітивши під час медичного огляду ерекцію у Дамера, відмовляється від співпраці з ним у розв'язанні проблем здоров'я.
Усвідомлюючи свою латентну гомосексуальність і відчуваючи у зв'язку з сімейними обставинами симптоми психічного розладу, Дамер припиняє спілкування з друзями і випускний шкільний бал проводить на самоті. Влітку 1978 року, після розлучення з його батьком, мати Джеффрі їде разом з молодшим сином, братом Джеффрі Девідом у штат Вісконсин, а батько з'їжджає для проживання в один із мотелів, завдяки чому Джеффрі у віці 18 років починає жити самостійно. Впавши у важкий емоційний стан, пов'язаний з відсутністю близьких і позитивних емоційних зв'язків з людьми та зі страхом їхньої втрати внаслідок вимушеної соціальної ізоляції Джеффрі 18 червня того ж року вирушає у поїздку, під час якої підбирає автостопника 18-річного Стівена Хікса, який стає його першою жертвою.

## Створення
Сценарій фільму з'явився у 2014 році після знайомства Марка Меєрса із Джоном Бекдерфом. Знімання фільму відбувалося у штаті Огайо, в будинку, в якому Джеффрі Дамер насправді провів дитячі та юнацькі роки і здійснив своє перше вбивство. У процесі підготовки до знімання Росс Лінч з метою вживання в роль витратив кілька тижнів переглядаючи інтерв'ю з Дамером і спілкуючись з його шкільними друзями та знайомими. Прем'єрний показ фільму відбувся 21 квітня 2017 на кінофестивалі Трайбека. В американський кінопрокат фільм вийшов 5 листопада 2017.

## Критика
Картина отримала переважно позитивні відгуки кінокритиків. У фільмі з тонким психологізмом показаний процес генези особистості майбутнього маніяка-вбивці.